# Lubao
Lubao là một đô thị hạng 1 ở phía tây nam tỉnh Pampanga, Philippines. Theo điều tra dân số năm 2000, đô thị này có dân số 125.699 người trong 23.446 hộ.

## Barangay
Lubao được chia thành 44 barangay.
| - Balantacan - Bancal Sinubli - Bancal Pugad - Baruya (San Rafael) - Calangain - Concepcion - Del Carmen - De La Paz - San Roque Dau 2nd - Lourdes (Lauc Pau) - Prado Siongco - Remedios - San Agustin - SAN ANTONIO - San Francisco | - San Isidro - San Jose Apunan - San Jose Gumi - San Juan - San Matias - San Miguel - San Nicolas 1st - San Nicolas 2nd - San Pablo 1st - San Pablo 2nd - San Pedro Palcarangan - San Pedro Saug - San Roque Arbol - San Roque Dau - San Vicente | - Santa Barbara - Santa Catalina - Santa Cruz - Santa Lucia - Santa Maria - Santa Monica - Santa Rita - Santa Teresa 1st - Santa Teresa 2nd - Santiago - Santo Domingo - Santo Niño (Prado Aruba) - Santo Tomas - Santo Cristo |